# Éléhard
Éléhard, Eléhard, Elehard ou Éléard est la forme latinisée (Elehardus) de l'ancien prénom médiéval Égilhard, formé du haut allemand egil (la lame de l’épée) et de l'adjectif hard (courageux, hardi).
Il a pour variantes allemandes Eilhard et Eylard, ainsi que les formes courtes frisonnes  Eilert, Eilart et Elert, dérivées par aphérèse du g, et portées en Scandinavie et aux pays baltes,,.  
Quoique déjà rare au Moyen Âge en France, le prénom y est également devenu nom de famille sous les formes Éléhard, Esléard, Eléard ou Héléard, toujours portées et à rapprocher des anciens prénoms et noms Allard et Adélard.

## Personnes portant ce prénom
Traditionnel dans la famille de Krause, il y est porté depuis le XIVe siècle et toujours répandu parmi la descendance de :
- Éléhard de Krause (1519-1587), baron de Kelles, aristocrate, diplomate et aventurier germano-balte, dont la descendance a continué de perpétuer le prénom,
- le baron Kazimierz-Radosław-Éléhard Kelles-Krauz (1872-1905), philosophe et intellectuel polonais, descendant du précédent et ayant publié certains de ses écrits sous le pseudonyme d'Éléhard Esse.

## Littérature
- Éléard, gentilhomme guelfe et preux chevalier, est le héros du chant historique Les Saluciens du poète et écrivain Silvio Pellico[6],
- Éléard, aumonier de la princesse Ermengilde, est l'un des personnages d'Ermengilde et Bozon, nouvelle de Marie-Louise-Françoise de Pont-Wullyamoz[7].